# Dracula 3000
Dracula 3000, Schreibweise auch Dracula.3000, ist ein deutsch-südafrikanischer Horrorfilm von Darrell Roodt aus dem Jahr 2004.

## Handlung
Das Jahr 3000: Das Weltall-Bergungsschiff Mother III, das von Captain Abraham Van Helsing geleitet wird, stößt auf die verschollen geglaubte Demeter, die die Erde anzusteuern scheint. Die sechsköpfige Crew der Mother III beschließt, die Demeter zu bergen und zur Erde zu bringen, was einen Erlös von 15 Millionen Dollar einbringen soll. Die Mother III dockt an die Demeter an und die Crew geht an Bord: Neben Van Helsing sind dies der 1. Offizier Aurora Ash, die Praktikantin Mina Murry, der intelligente Arthur Holmwood, der auf den Rollstuhl angewiesen ist und nur „Professor“ genannt wird, Muskelmann Reginald Parker, genannt Humvee, und der Drogen zugeneigte Fransisco Brett, genannt 187. Der Professor beschließt, das Raumschiff wieder flott zu machen, was Mina nicht behagt. Sie glaubt, dass das Schiff in den Weiten des Weltalls besser aufgehoben ist. Der Rest der Crew findet schließlich im Steuerraum die mumifizierte Leiche des einstigen Captains der Demeter, Varna. Er hat ein Kruzifix in der Hand. In seinem Videotagebuch erfährt der Zuschauer, nicht jedoch die Crew, dass das Raumschiff einst von einer seuchenähnlichen Plage heimgesucht wurde und Varna einer der wenigen war, die isoliert von den anderen noch menschlich waren.
Humvee und 187 erkunden die Demeter, wobei 187 hofft, Drogen zu finden. Sie stoßen auf zahlreiche Särge, in denen sich Sand befindet. Als 187 allein die Särge durchsucht, wird er plötzlich angegriffen. Die Crew findet ihn verletzt und verarztet ihn. Er wurde sichtbar gebissen und verwandelt sich kurz darauf zu einem Vampir, der die anderen angreift. Unterdessen dockt die Demeter ohne Zutun der Crew von der Mother III ab. Abraham Van Helsing wiederum erfährt aus Varnas Videotagebuch, dass die Demeter einst aus Transsylvanien zur Erde aufbrach. An Bord befindet sich nun Graf Orlock, auch bekannt als Graf Dracula, der seinem neuen Diener 187 den Befehl gibt, die Crew zu töten. 187s erstes Opfer wird Mina, die gebissen zur Vampirin wird und in einem der Särge verschwindet. Orlock selbst will Aurora Ash beißen, muss aber erkennen, dass sie in Wirklichkeit ein Roboter ist. Dies eröffnet sie auch dem Rest der Crew, wurde sie doch heimlich zur Überwachung der Mother III eingesetzt.
Der Professor hat herausgefunden, wie die Demeter zu steuern ist, und will nun das Raumschiff zu einer Zwillingssonne fliegen, um mit dem Licht die Vampire zu besiegen. Unterdessen werden weitere Versuche unternommen, den Vampiren und Orlock beizukommen. Am Ende wird 187 mit einem Billardqueue erstochen und auch Mina auf diese Weise getötet. Als Abraham Van Helsing von der Vampirjägertradition seiner Familie erfährt, stellt er sich im Zweikampf Orlock, verliert jedoch. Aurora und Humvee töten ihn und auch den Professor, der in der Zwischenzeit zum Vampir gemacht wurde. Am Ende bleiben Humvee, Aurora und Orlock zurück, während das Raumschiff auf die Zwillingssonne zusteuert. Aurora eröffnet Humvee, dass sie vor ihrer Umprogrammierung ein Liebesroboter war und beide ziehen sich zurück. Kurz darauf zerbirst das Raumschiff in einer Sonnenexplosion.

## Produktion
Dracula 3000 wurde in nur drei Tagen in Südafrika gedreht, wobei auf das Set eines gerade abgedrehten anderen Films zurückgegriffen wurde. Die Kostüme schuf Wolfgang Ender, die Filmbauten stammen von Jonathan Hely-Hutchinson. Der Film übernimmt wenige Aspekte des Romans Dracula, darunter die Namen der Charaktere Mina Murry, Arthur Holmwood und Abraham van Helsing. Die Figur Graf Orlock ist dabei aus der Dracula-Verfilmung Nosferatu – Eine Symphonie des Grauens übernommen worden.
Der Film wurde am 1. August 2004 auf dem Estepona Horror Film Festival aufgeführt und kam am 9. August 2004 in die US-amerikanischen Kinos. In Deutschland erschien der Film am 4. Mai 2006 auf DVD.

## Kritik
Für den film-dienst war Dracula 3000 ein „Horrorfilm im billigen Science-Fiction-Look, der mit überforderten Schauspielern eine lächerliche Geschichte zum Besten gibt.“ Regisseur Roodt selbst nannte den Film „füchterlich, wunderbar fürchterlich“ („it’s awful, it’s wonderfully awful“).